# Caelorrhina relucens
Caelorrhina relucens är en skalbaggsart som beskrevs av Bates 1881. Caelorrhina relucens ingår i släktet Caelorrhina och familjen Cetoniidae. Inga underarter finns listade.